# Мордано
Мордано (італ. Mordano) — муніципалітет в Італії, у регіоні Емілія-Романья,  метрополійне місто Болонья.
Мордано розташоване на відстані близько 290 км на північ від Рима, 39 км на схід від Болоньї.
Населення — 4747 осіб (2014).

## Демографія
Населення за роками:

Станом на 1 січня 2023 року в муніципалітеті офіційно проживало 500 іноземців з 33 країн, серед них 335 громадян країн Євросоюзу та 15 громадян України.

## Сусідні муніципалітети
- Баньяра-ді-Романья
- Імола
- Луго
- Масса-Ломбарда